# Récession post-Première Guerre mondiale
 (septembre 2020).
Si vous disposez d'ouvrages ou d'articles de référence ou si vous connaissez des sites web de qualité traitant du thème abordé ici, merci de compléter l'article en donnant les références utiles à sa vérifiabilité et en les liant à la section « Notes et références ».
La récession qui a suivi la Première Guerre mondiale a touché une grande partie du monde. Dans de nombreux pays, en particulier en Amérique du Nord, la croissance économique s'est poursuivie et même accélérée pendant la Première Guerre mondiale, les nations ayant mobilisé leurs économies pour faire la guerre en Europe. Après la fin de la guerre, l'économie mondiale a commencé à décliner. Aux États-Unis, les années 1918-1919 ont connu un léger recul économique, mais la deuxième partie de 1919 a été marquée par une légère reprise. Une récession plus grave a frappé les États-Unis en 1920 et 1921, lorsque l'économie mondiale a chuté très fortement. 

## Amérique du Nord
En Amérique du Nord, la récession qui a suivi immédiatement la Première Guerre mondiale a été extrêmement brève, ne durant que sept mois, d'août 1918 (avant même que la guerre ne soit réellement terminée) à mars 1919. Une deuxième récession, beaucoup plus grave, parfois qualifiée de dépression, a débuté en janvier 1920. Plusieurs indices de l'activité économique suggèrent que la récession a été modérément sévère. L'indice Axe-Houghton de l'activité commerciale et industrielle a baissé de 14,1 % au cours de cette récession (contre une baisse de 31 % lors de la panique de 1907). L'indice Babson du volume physique de l'activité commerciale a baissé de 28,6 % au cours de la récession de l'immédiat après-guerre (contre une baisse de 32,3 % lors de la récession de 1921 et une baisse de 22,7 % lors de la Panique de 1907). 

## Allemagne
En Allemagne, la récession économique et l'inflation ont été plus difficiles à cause de l'imposition du traité de Versailles. Une période d'hyperinflation dévalua sévèrement le mark et faillit paralyser l'économie allemande. 

## Royaume-Uni
La Grande-Bretagne a d'abord connu un boom économique entre 1919 et 1920, grâce à l'investissement dans l'économie de capitaux privés accumulés pendant quatre ans de guerre. L'industrie de la construction navale a été inondée de commandes pour remplacer les navires perdus (7,9 millions de tonnes de stocks de navires marchands ont été détruits pendant la guerre). Cependant, en 1921, la transition britannique d'une économie de guerre à une économie de paix s'est interrompue, et une grave récession a frappé l'économie entre 1921 et 1922. Comme d'autres grandes économies étaient également en récession, l'économie britannique, qui dépendait des exportations, a été particulièrement touchée. Le chômage a atteint 17%, les exportations globales n'ayant atteint que la moitié de leur niveau d'avant-guerre. 

## Pandémie de 1918
La pandémie de grippe espagnole de 1918 a eu un impact économique négatif. De nombreuses entreprises ont été fermées au plus fort de l'épidémie et le nombre de morts a considérablement réduit la population active. Les travaux des économistes Robert Barro et Jose Ursua suggèrent que la grippe a été responsable d'une baisse du produit intérieur brut de 6 à 8 % dans le monde entre 1919 et 1921. 